# Ivar Ekelund
Gustav Ivar Ekelund, född 10 oktober 1908 i Stockholm, död 2002 i Nacka, var en svensk målare och grafiker.
Han var son till bryggeriarbetaren Gustav Hjalmar Ekelund och Gurli Henrietta Simonsson samt från 1935 gift med Iris Ingalill Norström. Han studerade vid Signe Barths målarskola 1946–1947, Isaac Grünewalds målarskola i Stockholm 1948 samt vid Académie de la Grande Chaumière i Paris 1949. Han vistades även i Danmark 1949, Frankrike och Spanien 1949–1951 samt i Norge 1975 för att bedriva självstudier. Han blev Ester Lindahl stipendiat 1949–1950 och tilldelades H. Ax:son Johnson stipendium 1955 samt Kungliga Konstakademins Pensionsstipendium 1977 tills hans död. Han debuterade i en utställning på Galerie Moderne i Stockholm 1948 samma år genomförde han en separatutställning i Östersund. Hans konst består av stilleben, landskapsstiliseringar, träsnitt, nonfigurativa målningar och collage. På 1940- och 1950-talet bestod hans arbeten mycket av arbetarkonsten, samt iver för fred och kvinnans rätt och lika värde. Tillsammans med Walter Persson var han initiativtagare till Hanöland (konstrond i Hanöland), sedermera ÖSKG (Östra Skånes Konstnärsgrupp). Han öppnade Galleri Cimbria Simrishamn 1969. Ekelund är representerad vid Moderna museet, Ystads konstmuseum och Norrköpings konstmuseum.